# Пицхелаури, Георгий Шалвович
Гео́ргий Ша́лвович Пицхелау́ри (род. 31 января 1961, Ленинград, СССР) — советский и российский актёр театра и кино.

## Биография
Сын артистов балета Аллы Ивановны Ким и Шалвы Георгиевича Пицхелаури, родился 31 января 1961 года в Ленинграде. По отцу имеет грузинское происхождение, по матери - корейское. Окончил общеобразовательную школу № 207 с углублённым изучением английского языка и музыкальную школу по классу фортепиано. В 1978 поступил в театральный институт ЛГИТМиК на факультет артистов эстрадного искусства, мастерская Исаака Романовича Штокбанта.
С 1983 года солист первого состава Театра «Буфф». В том же году снялся в главной роли в кинокартине «Репортаж из бездны» режиссёра Георгия Бзарова. Лауреат и дипломант профессиональных конкурсов: всесоюзного конкурса артистов эстрады, всесоюзного конкурса «Молодость, мастерство, современность» и других.
После службы в армии был замечен режиссёром Владимиром Алениковым и в 1989 году снялся в его картине «Биндюжник и король». В том же году снимался у Игоря Вознесенского в фильме «Идеальное преступление» и работал в театре «Бенефис» под руководством Михаила Боярского, возглавляя шоу-труппу «Бис».
В 1989 году был утверждён Андреем Ростоцким на главную роль Чингачгука в фильме «Зверобой». С этого момента стал актёром-трюкачом в группе Ростоцкого. Как каскадёр участвовал в создании фильма «Мужская компания». После выхода фильма в 1991 году долгое время не снимался. В 1997 году снялся в небольшой роли криминального авторитета в одной из первых серий сериала «Улицы разбитых фонарей».
В 2002 году актёром Андреем Краско был рекомендован для работы на киностудии Ленфильм, где снялся в фильме Дмитрия Светозарова «По имени Барон». За этим последовало приглашение Александра Сокурова, у которого исполнил роль Адъютанта в фильме «Солнце». В этот же период снимался в ряде сериалов, созданных на студии «Панорама»: «Линии судьбы», «Принцесса и Нищий» Дмитрия Месхиева, «Ментовские войны» Павла Малькова; а также в картине Алексея Германа «Трудно быть богом». Фильм Антона Сиверса «Поцелуй бабочки», где Пицхелаури сыграл главную отрицательную роль — злодея Алекса, принёс ему известность.
В 2006 году Виталий Мельников утвердил Пицхелаури на роль Степастяка в фильме «Агитбригада «Бей врага!»». В 2007 году исполнил ряд главных ролей в фильмах «Оперативная разработка» Виктора Татарского, «Объявлены в розыск» («Юг») Виктора Мережко, «Паджеро» Игоря Москвитина, а также в сериале «Ставка на жизнь» Романа Нестеренко.

## Фильмография
- 1984 — Репортаж из бездны — Афсал Деман;
- 1989 — Биндюжник и король — Сеня Топун
- 1989 — Идеальное преступление — Френк;
- 1990 — Зверобой — Чингачгук;
- 1991 — Чужая игра — Дим;
- 1992 — Мужская компания — «носорог»;
- 1997 — Улицы разбитых фонарей — Паша;
- 2001 — По имени Барон — Монгол;
- 2003 — Линии судьбы;
- 2003 — Три цвета любви;
- 2004 — Ментовские войны-1 (Фильм 2 — «Недетские игры») — Анатолий Грибов (Румын), киллер подрывник;
- 2005 — Солнце — Адъютант генерала МакАртура;
- 2005 — Принцесса и Нищий — Сергей Мазуров;
- 2005 — Поцелуй бабочки — Алекс;
- 2006 — Свой-чужой — Рахимов;
- 2007 — Агитбригада «Бей врага!» — Степастяк;
- 2007 — Оперативная разработка — Солист;
- 2007 — Учитель в законе — «Якут», «вор в законе»;
- 2007 — Луна в зените — военврач;
- 2007 — Гаишники — Борис Григорьевич Халитов, он же Боря «Китаец»;
- 2008 — Объявлены в розыск — цыганский барон Сатар;
- 2008 — Паджеро;
- 2008 — Ставка на жизнь — Чен;
- 2009 — Стая — Юнус;
- 2009 — Я — Геша;
- 2009 — История лётчика — генерал Дук;
- 2010 — V Центурия. В поисках зачарованных сокровищ — Тимур-хан;
- 2010 — Учитель в законе. Продолжение — «Якут», «вор в законе»;
- 2011 — Терминал — башмачник Жора;
- 2011 — Если бы да кабы — Нгуен;
- 2011 — Сёстры Королёвы — тренер айкидо
- 2011 — Беляев — секретарь;
- 2011 — Инспектор Купер — «Сулейман»;
- 2012 — Без срока давности (11-я серия «Попутчик») — Бабек Ахмедов;
- 2012 — Военный госпиталь — Шах.
- 2012 — Вероника. Потерянное счастье — Лама.
- 2012 — Марьина роща — Колька-китаец.
- 2012 — Наружное наблюдение — Дубинин, «Янчик».
- 2012 — Учитель в законе. Возвращение — «Якут», «вор в законе»
- 2012 — Белые волки — Леонид Хегай («Ли»), криминальный бизнесмен;
- 2013 — Вероника. Беглянка;
- 2013 — Трудно быть богом;
- 2016 — Остров — «Бывалый», исследователь миграции черепах;
- 2016 — Салам Масква — полковник
- 2017 — Легенда о Коловрате — Хостоврул
- 2017 — Рок — водитель грузовика;
- 2017 — Где-то на краю света — Коля Вуквукай, сапожник
- 2018 — Русалки — Джангар, каспий;
- 2018 — Звёзды — Серик;
- 2019 — Формула преступления — Казимир
- 2020 — Алекс Лютый — Осипов («Монгол»), криминальный авторитет
- 2021 — Коса — Глеб

## Режиссёрские работы
В театре «Буфф» Пицхелаури, при творческой поддержке художественного руководителя театра Исаака Штокбанта поставил ряд спектаклей: «До и после», «Кот в сапогах», «Академия андерграунд» и «Малиновая роза».

## Поэтическое творчество
Писать стихи начал со школьной скамьи, но вслух свои произведения не зачитывал. Поэтические способности Георгия впервые были реализованы в Санкт-Петербургском музыкально-драматическом театре «Буфф», где на его тексты была положена музыка и написаны песни для отдельных исполнителей.
С Георгием Пицхелаури сотрудничают композиторы: Раймонд Паулс, Игорь Корнелюк, Сергей Кошелев, Семён Добров, и другие. В числе исполнителей его песен Юрий Охочинский, Евгений Александров, Татьяна Кабанова, Виктор Ночной и другие. На радиостанции «Шансон» совместно с журналистом Дмитрием Старковым и певцом Андреем Большеохтинским он участвует в программе «Петербургский час».
Первый авторский альбом Георгия Пицхелаури «Прогулка по центру» написан в соавторстве с Николаем Жемчужным.

## Семья
Старшая дочь актёра, Лаура Пицхелаури (Лаура Лаури), актриса театра (им. Ленсовета) и кино. В сериале «Ментовские войны» состоялся её кинодебют.
- Внук Яков.

Младший сын, Шалва Георгиевич, играет за «Светлану», футбольную команду детского высшего дивизиона.